# Casarrubuelos
Casarrubuelos ist eine zentralspanische Gemeinde (municipio) mit 4.211 Einwohnern (Stand: 2024) im Süden der Autonomen Gemeinschaft Madrid. 

## Lage
Casarrubuelos liegt etwa 32 Kilometer südsüdwestlich von Madrid. Durch den Osten der Gemeinde führt die Autovía A-42.

## Bevölkerungsentwicklung
| 1842 | 1950 | 1970 | 1981 | 1991 | 2001 | 2011 | 2021 |
| ---- | ---- | ---- | ---- | ---- | ---- | ---- | ---- |
| 484  | 478  | 599  | 520  | 540  | 875  | 3224 | 3939 |

## Sehenswürdigkeiten
- Jakobuskirche (Iglesia de Santiago Apóstol)

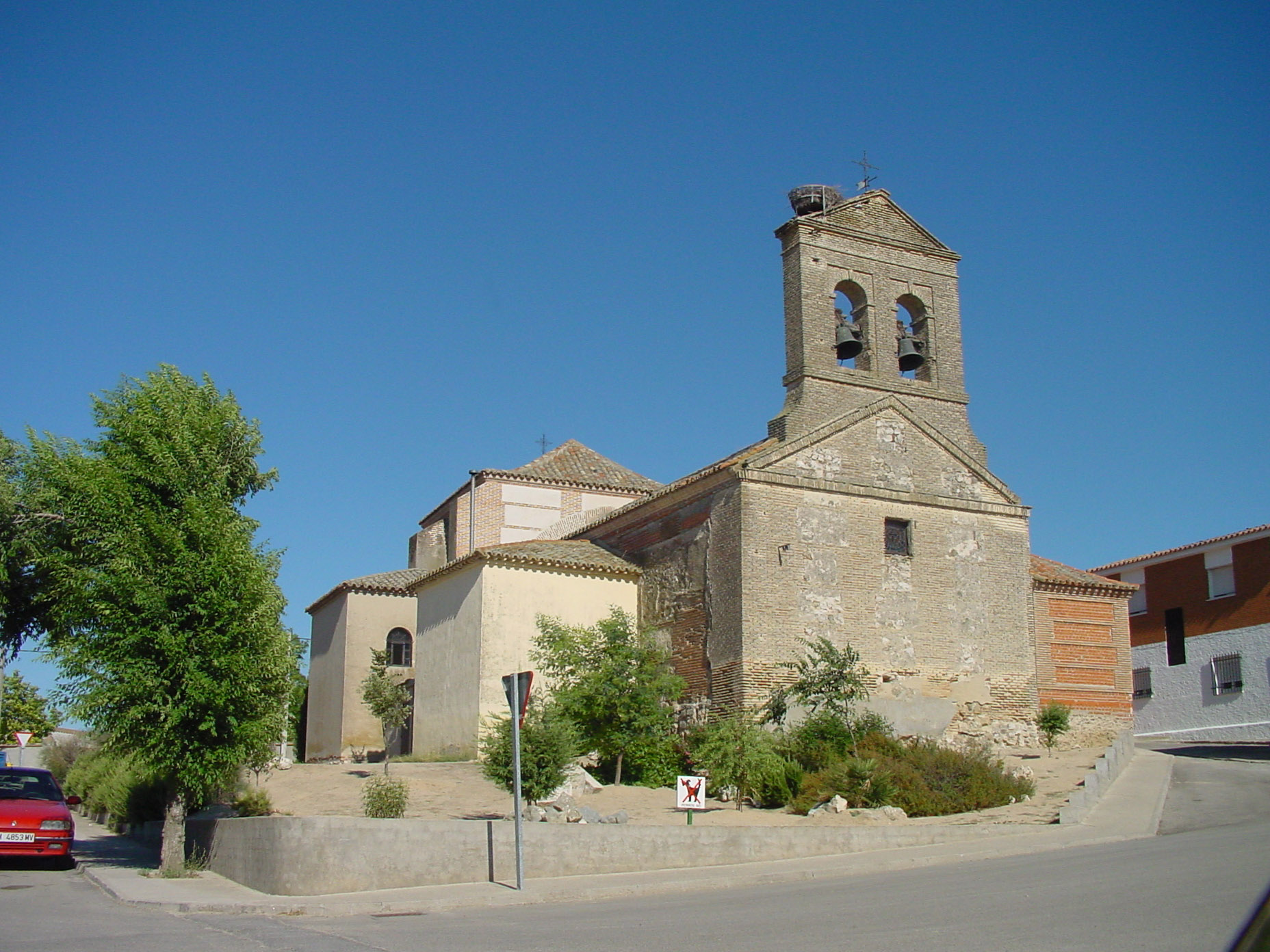
Jakobuskirche